# یونکس
یونکس (انگلیسی: Yonex) یک شرکت تولیدکننده تجهیزات ورزشی در کشور ژاپن است.
این شرکت که در سال ۱۹۴۶ تأسیس شده.. تجهیزات ورزش‌های بدمینتون، تنیس و گلف می‌باشد که شامل راکت، توپ تنیس، توپ بدمینتون، لوازم گلف و لباس ورزشی است.

## نگارخانه

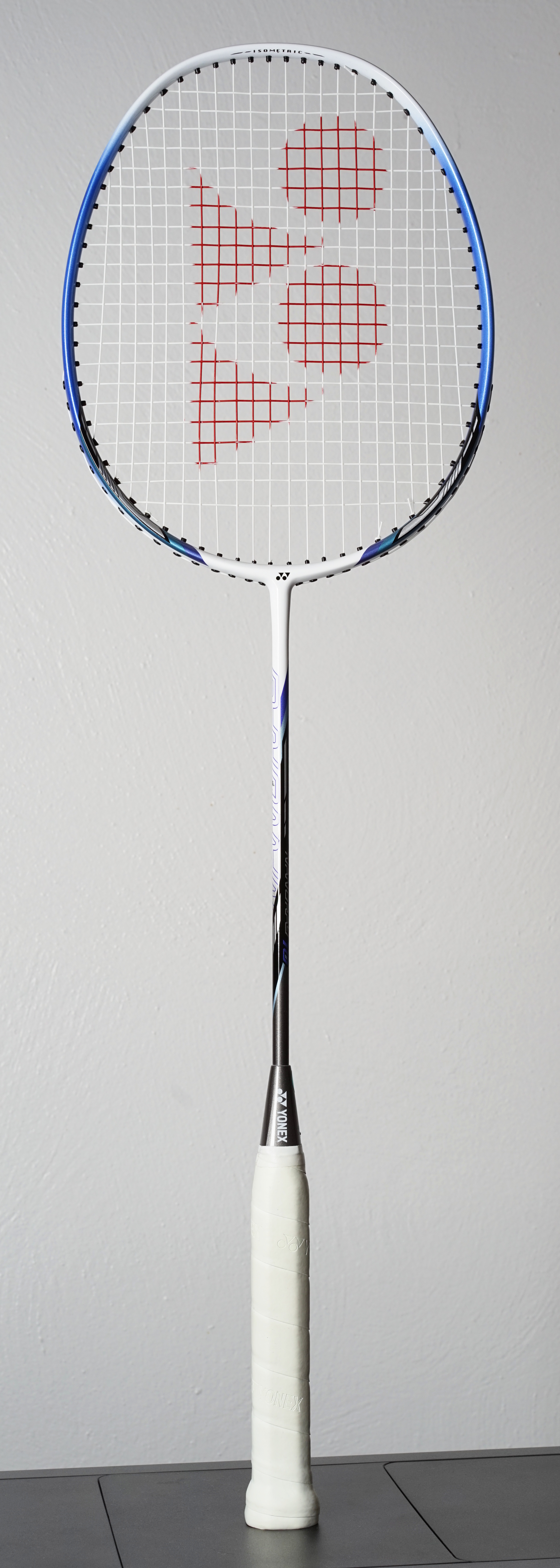
یک راکت بدمینتون ساخت یونکس
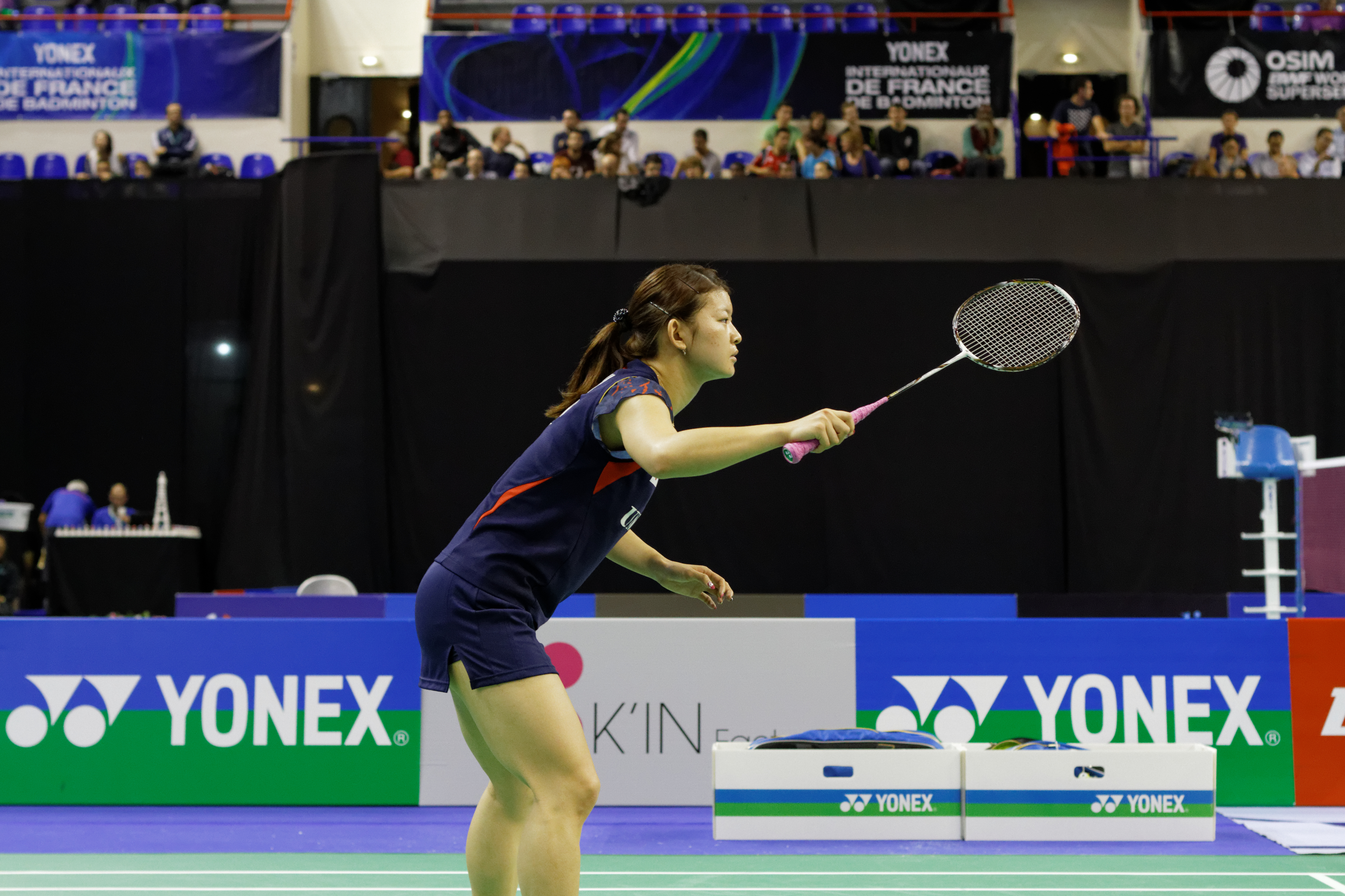
تبلیغات یونکس در مسابقات تنیس آزاد فرانسه ۲۰۱۳